# Tímár Dezső
Tímár Dezső (Egyházasfalu, 1949. július 24. – 2017. április 3.) labdarúgó, csatár.

## Pályafutása
1976-ig a Soproni Textiles csapatában szerepelt. 1976 és 1981 között a Dunaújvárosi Kohász labdarúgója volt. Az élvonalban 1976. augusztus 21-én mutatkozott be a Kaposvári Rákóczi ellen, ahol 1–1-es döntetlen született. Az élvonalban 104 mérkőzésen szerepelt és hat gólt szerzett.